# Pontida
Pontida är en ort och kommun i provinsen Bergamo i regionen Lombardiet i Italien. Kommunen hade 3 377 invånare (2018).